# Zwergbreitrandschildkröte
Als Zwergbreitrandschildkröte wird eine kleinbleibende Population der Breitrandschildkröten (Testudo marginata) mit maximal 25 cm Rückennpanzerlänge bezeichnet. Sie wurde 1994 von Trutnau zunächst als Testudo marginata weissingeri mit Verbreitung auf dem Peloponnes beschrieben. 1996 wies ihr Bour sogar eigenen Artstatus zu, was aber von Fritz (2005) anhand genetischer Untersuchungen widerlegt wurde. Er sieht sie als umweltbedingte,  kleine Regionalform der Breitrandschildkröte an. Die CITES Species Database führt keine entsprechende Art auf.